# 15e régiment d’infanterie
Das 15e régiment d’infanterie war ein Infanterieregiment, aufgestellt 1576 als Régiment de Balagny de Montluc im Königreich Frankreich, im Dienst während des Ancien Régime und danach mit einigen Unterbrechungen bis zur Auflösung 1940. Bis zur Vereinheitlichung durch die in der Revolution geschaffene Nummerierung trug es individuelle Namen – zuletzt den der Provinz Béarn. Es gehörte zu den Petit Vieux (den Kleinen Alten) Regimentern, nach den sechs Regimentern der Grands Vieux, der Großen Alten, mit die angesehensten Regimenter des französischen Heeres.
Zwischen 1684 und 1762 existierte ein anderes Regiment mit dem gleichen Namen.

## Aufstellung und signifikante Änderungen
Das Regiment führte seinen Namen nach der Provinz Béarn die wenigste Zeit seiner Existenz. Von seiner Aufstellung 1597 bis zum Jahre 1763 war der Regimentsinhaber jeweils ein Angehöriger des Hochadels.
- 1576: Aufstellung einer Gardekompanie durch François-Hercule de Valois, duc d’Alençon
- 1597: Die Gardekompanie wurde zum Régiment de Balagny de Montluc.
- 11. April 1612: Umbenennung in Régiment de Rambures
- 4. August 1676: Umbenennung in Régiment de Feuquières
- 27. April 1700: Umbenennung in Régiment de Leuville
- 15. März 1718: Umbenennung in Régiment de Richelieu
- 24. Februar 1738: Umbenennung in Régiment de Rohan
- 1745: genannt  Régiment de Crillon
- 19. Oktober 1746: Umbenennung in Régiment de La Tour du Pin
- 20. Februar 1761: Umbenennung in Régiment de Boisgelin
- 10. Dezember 1763: Umbenennung in Régiment de Béarn (der Name des im vergangenen Jahr aufgelösten Régiment de Béarn wurde übernommen). Das Schweizer „Régiment de Karrer“ wurde eingegliedert.
- 1776: Das Régiment de Béarn wurde geteilt. Das 1. und das 3. Bataillon bildeten weiterhin das Régiment de Béarn, während das 2. und das 4. Bataillon zur Wiederaufstellung des 1749 aufgelösten Régiment d’Agénois verwendet wurden.
- 1. Januar 1791: Alle Regimenter verloren ihre Namen und wurden von nun an nur noch mit Nummern bezeichnet. Das Régiment de Béarn wurde zum 15e régiment d’infanterie de ligne (ci-devant Béarn)[1].
- 1793: Im Zuge der Premier amalgame wurden die Regimenter abgeschafft und als Stamm zur Bildung der Demi-brigades de bataille verwendet. Das 1. Bataillon wurde der 29e demi-brigade und das 2. Bataillon der 30e demi-brigade zugeteilt.
- 1803: Wiederaufstellung des 15e régiment d’infanterie de ligne
- 1814: Während der Restauration und während der Herrschaft der Hundert Tage behielt das Regiment seinen Namen.
- 16. Juli 1815: Nach der endgültigen Abdankung von Napoléon Bonaparte wurde das Regiment zusammen mit der gesamten Napoleonischen Armee entlassen.
- 11. August 1815: Wiederaufstellung als Légion du Finistère
- 1820: Die 27e Légion du Finistère wurde in 15e régiment d’infanterie de ligne umbenannt.
- Am 16. Oktober 1870 gerieten die Überreste des Regiments in der Festung Soissons in deutsche Kriegsgefangenschaft.
- Am 23. November wurde in Bayonne ein neues Dépôt des 15. Infanterieregiments aufgestellt. Aus diesem wurde das 15e régiment de marche[2] gebildet.
- 1871: Umbenennung in 15e régiment d’infanterie de ligne
- 1882: letztmalige Umbenennung in 15e régiment d’infanterie
- 1914: Aufstellung des 215e régiment d’infanterie als Reserveregiment

## Mestres de camp/Colonels/Chefs de brigade
Mestre de camp war von 1569 bis 1661 und von 1730 bis 1780 die Rangbezeichnung für den Regimentsinhaber und/oder für den mit der Führung des Regiments beauftragten Offizier. Die Bezeichnung „Colonel“ wurde von 1721 bis 1730, von 1791 bis 1793 und ab 1803, „Chef de brigade“ von 1793 bis 1803 geführt. 
Nach 1791 gab es keine Regimentsinhaber mehr.
Sollte es sich bei dem Mestre de camp/Colonel um eine Person des Hochadels handeln, die an der Führung des Regiments kein Interesse hatte, so wurde das Kommando dem „Mestre de camp lieutenant“ (oder „Mestre de camp en second“) respektive dem Colonel-lieutenant oder Colonel en second überlassen. 
- 9. Oktober 1595: Jean de Monluc de Balagny
- 1603: Damien de Montluc de Balagny
- 11. April 1612: Charles, marquis de Rambures
- 25. Mai 1627: Jean, marquis de Rambures
- 17. März 1633: François, marquis de Rambures
- 14. Juni 1642: René, marquis de Rambures
- 10. April 1656: Charles, marquis de Rambures
- 1671: Louis Alexandre, marquis de Rambures
- 4. August 1676: Antoine de Pas, marquis de Feuquières
- 20. Januar 1689: Jules de Pas, marquis de Feuquières
- 27. April 1700: Louis-Thomas du Bois de Fiennes, marquis de Leuville
- 15. März 1718: Louis-François-Armand du Plessis, duc de Richelieu
- 16. April 1738: Louis-Marie-Bretagne-Dominique, duc de Rohan-Chabot
- 1. Januar 1745: Louis des Balbi de Bertons, marquis de Crillon
- 19. Oktober 1746: Philippe-Antoine-Gabriel-Victor-Charles, marquis de La Tour du Pin-La Charce
- 20. Februar 1761: René-Gabriel, comte de Boisgelin
- 30. November 1764: Anne-Louis du Quingo, marquis de Crénolle
- 1788: Colonel Gilles Dominique de Boisgelin de Kerdu
- 1791: Colonel Michel-Ange de Castellane
- 1791: Colonel Jean Charles de Myon
- 1792: Colonel Marie Louis de Varennes

[…]
- 1803: Colonel Faure
- 1804: Colonel Hilaire Benoit Reynau (verwundet am 14. Juli 1807)
- 1808: Colonel Paul Louis Marie Dein
- 1813: Colonel Charles Aimable Levavasseur (verwundet am 20. Juli 1813)
- 1830: Colonel Anatole Mangin
- 1830: Colonel Charles Jean-Baptiste Parchappe
- 1859: Colonel Martin Daudel
- ?: Colonel Théodore Eugène Fraboulet de Kerléadec (gefallen am 11. September 1870 in der Schlacht bei Gravelotte)
- 12. September 1870 – 25. Dezember 1870: Colonel Joseph Derroja

[…]
- 1888: Colonel Jean Edmond Dessirier

[…]
- 1940: Colonel Jean Favatier (gefallen am 5. Juni 1940 bei Béhen)[3]
- 5. Juni 1940: Commandant Giaubert

## Uniformen und Fahnen der königlichen Armee

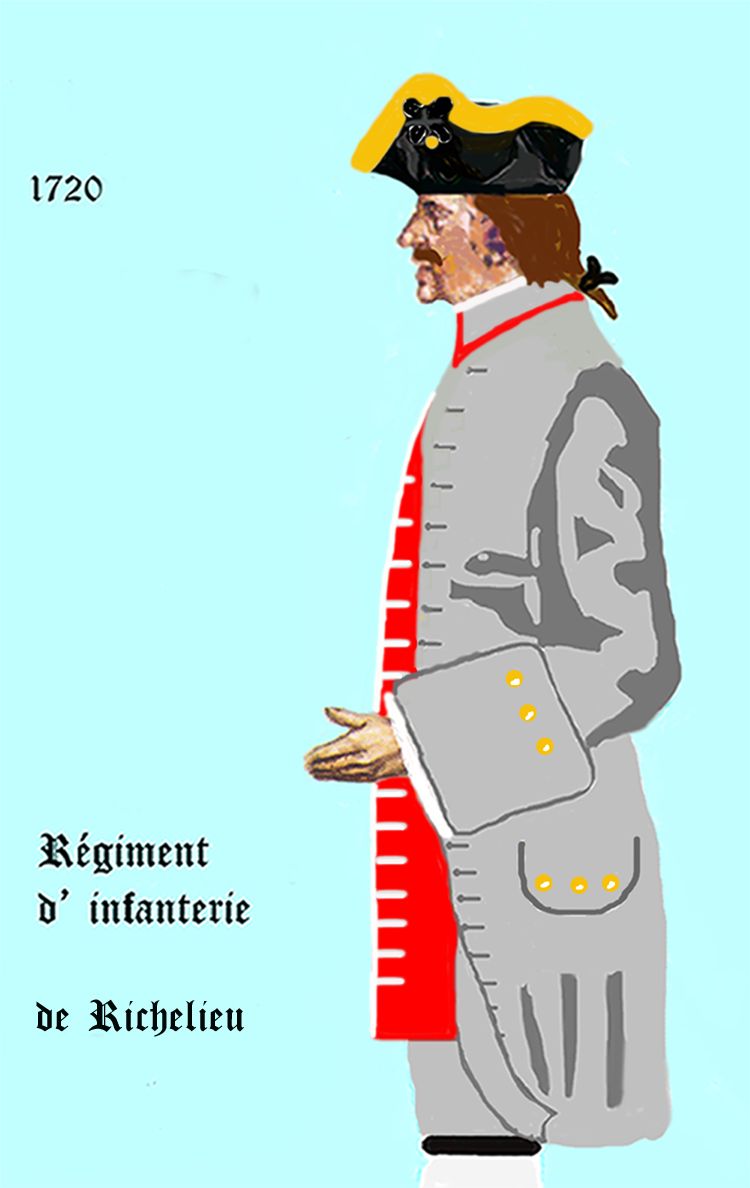
Régiment de Richelieu 1720
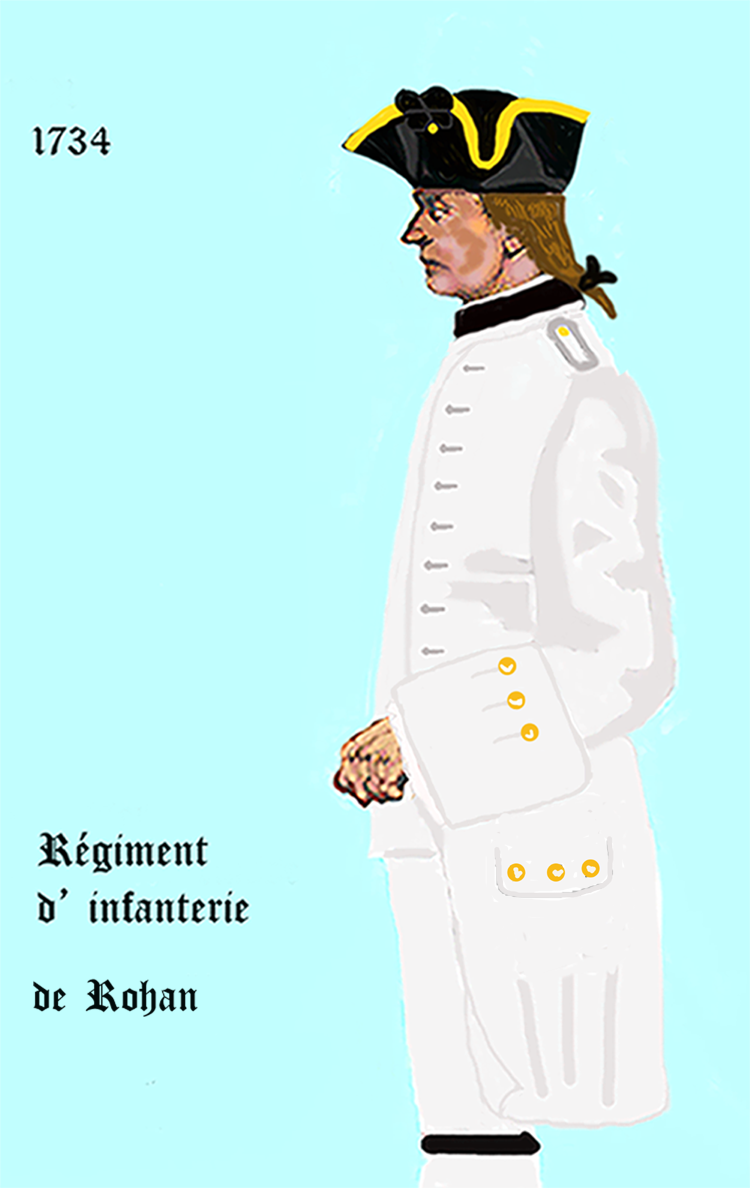
Régiment de Rohan 1734
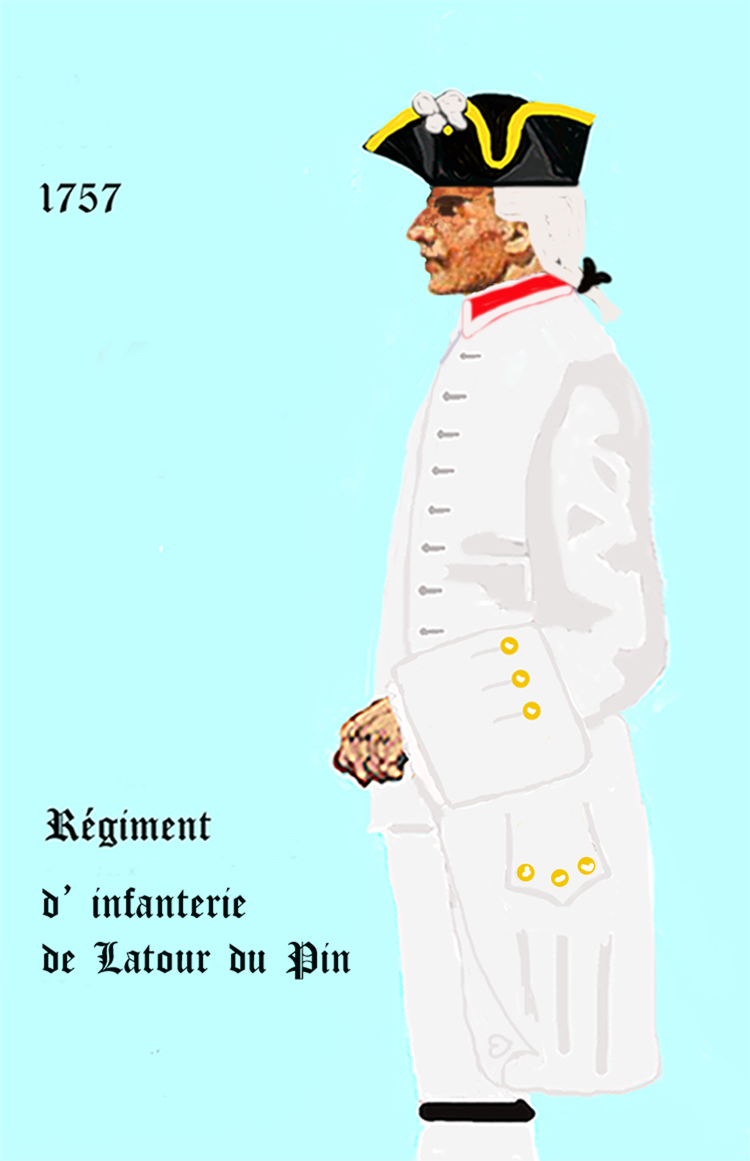
Régiment de La Tour du Pin 1757
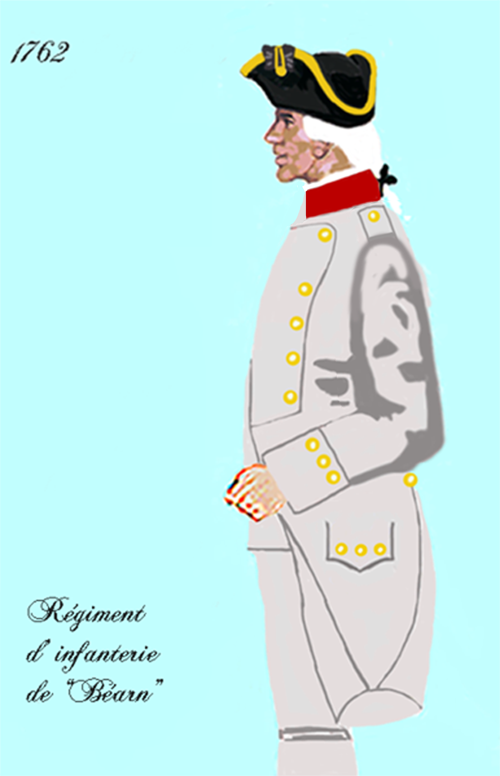
Régiment de Béarn 1762
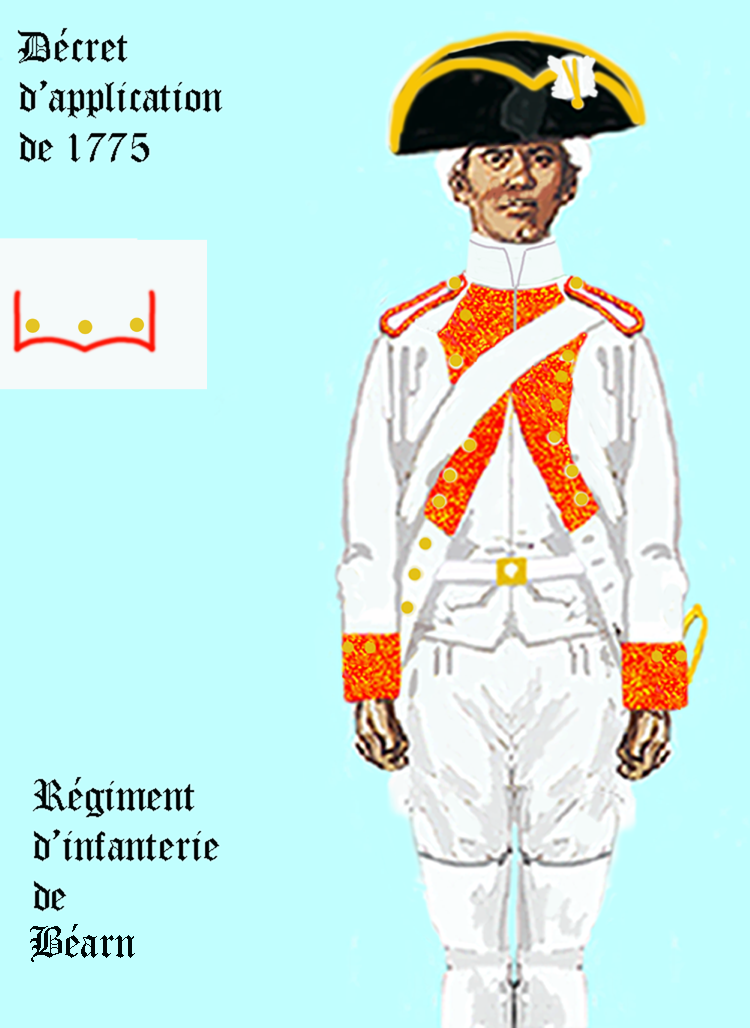
Régiment de Béarn 1775
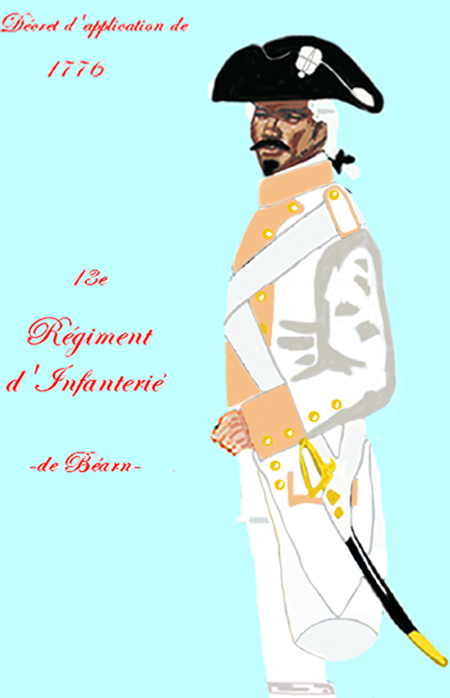
Régiment de Béarn 1776
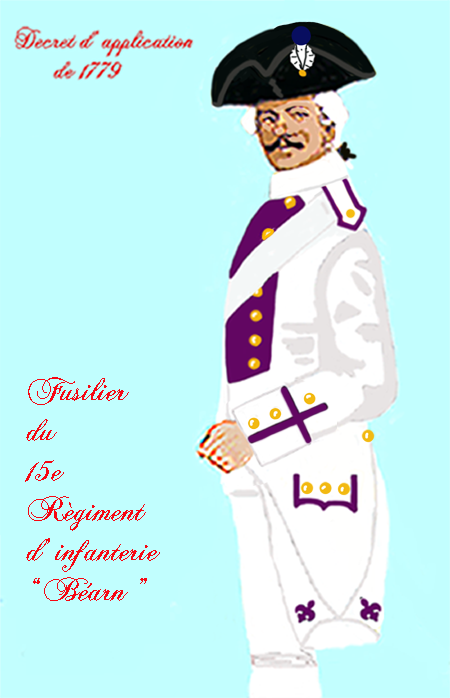
Régiment de Béarn 1779
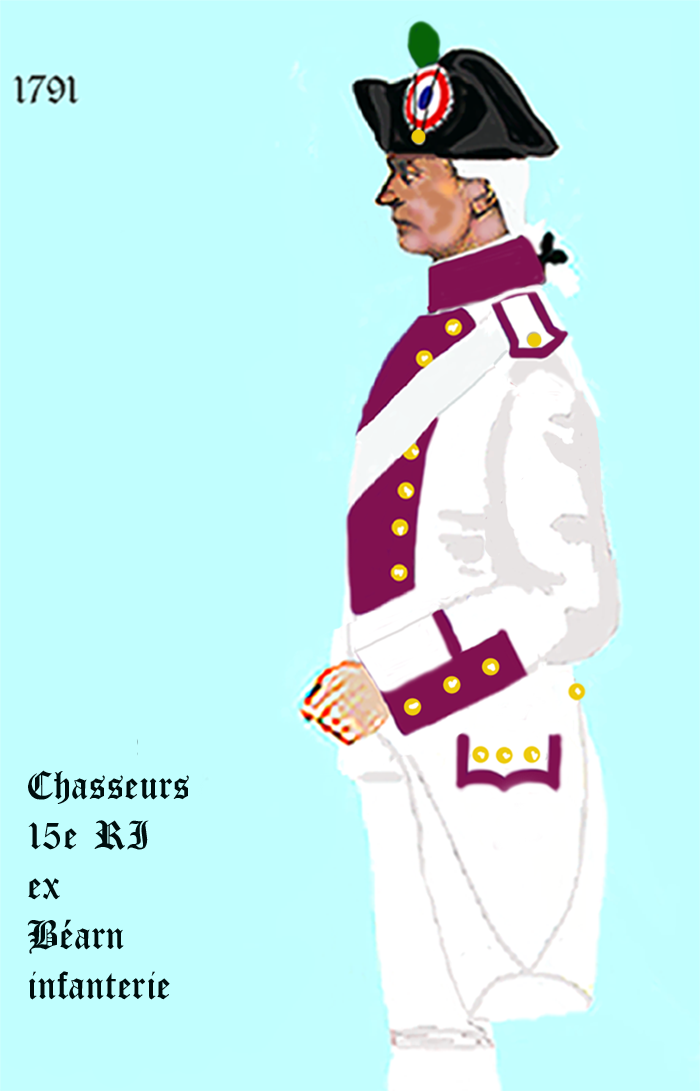
Régiment de Béarn 1791

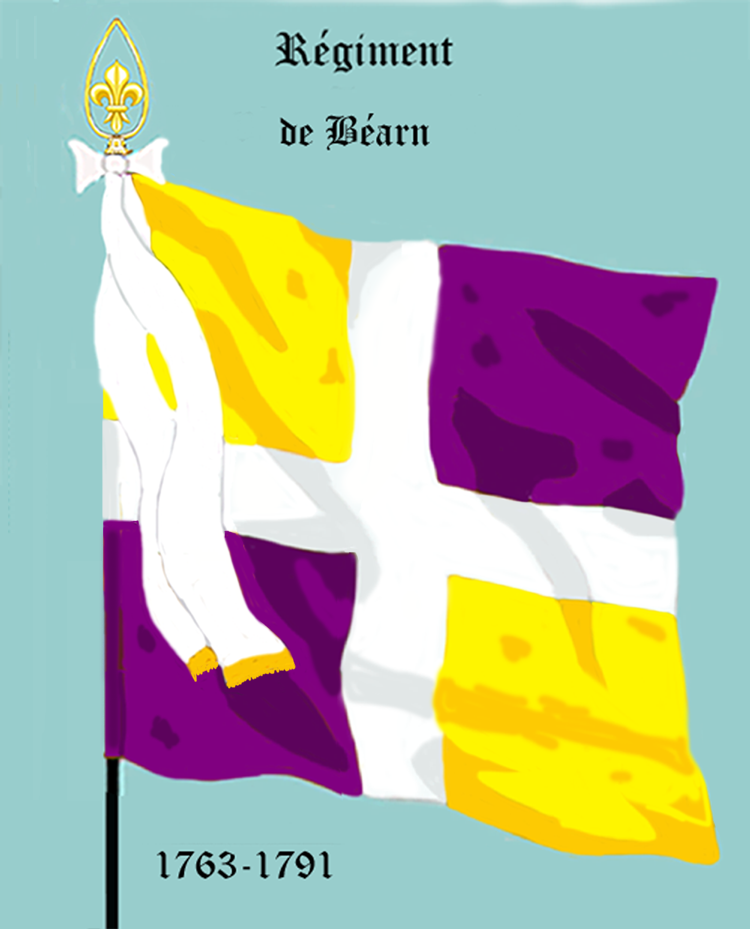
Durchgehend ab dem „Régiment Balagny de Montluc“ bis 1791 genutzte Regimentsfahne

## Einsatzgeschichte

### Hugenottenkriege
- 1596 bis 1598

Der Maréchal Balagny de Montluc stellte am 9. Oktober 1596 aus den Überresten der Garnison von Cambrai ein Regiment auf, das am 6. März 1597 in den Dienst des Königs trat.
Am 6. Mai 1598 wurde es nach verschiedenen Einsätzen an der Grenze im Hainaut wieder aufgelöst. Lediglich die Leibkompanie des Regimentsinhabers, vormals die Gardekompanie des Duc d’Alençon, wurde im Dienst behalten.
- 1600 bis 1618

Im Jahre 1600 wurde „Balagny“ wieder aufgestellt und im Feldzug nach Savoyen eingesetzt. 1603 erfolgte die erneute Reduzierung bis auf zwei Kompanien.
- 1610 bis 1618

Damien de Montluc, Nachfolger seines Vaters als Regimentsinhaber, erhielt die Order, das Regiment auf den Stand von 10 Kompanien zu verstärken und an einen Ort zu bringen, an dem der König einen geheimen Auftrag erteilen wollte. Wegen der Ermordung von Heinrich IV. wurde dies nicht mehr durchgeführt und das Regiment wieder auf zwei Kompanien reduziert. Im Jahre 1612 wurde Damien de Montluc getötet. Die Ursache ist unklar, man spricht von einem Duell oder, was wahrscheinlicher ist, von einem Hinterhalt in der Rue Neuve-des-Petits-Champs in Paris. Nachfolger wurde sein Schwager Charles de Rambures, einer der tapfersten Offiziere seiner Zeit. Er stellte das Regiment 1614 wieder auf und zog mit ihm in die Bretagne. Als König Louis XIII in Nantes eintraf, um von der Provinz Besitz zu ergreifen, fand er dort das gut ausgerüstete und 2.000 Mann starke Régiment de Rambures vor. Sehr zufrieden mit dem, was er sah, setzte er es zusammen mit dem Régiment des Gardes françaises zu Eroberung der Stadt Blavet an, die von Rebellen gehalten wurde und wo die Gefahr bestand, dass sie an die Spanier ausgeliefert würde.
Reduziert auf zwei Kompanien, folgte der Feldzug von 1615 unter dem Maréchal de Botsdauphin mit der Teilnahme an der Belagerung von Creil-sur-Oise. Danach zog das Regiment nach Poitou, um dort Aufstände zu unterdrücken. Wieder auf den Stand von 10 Kompanien gebracht, wurde es 1616 mit den Truppen des Comte d’Auvergne zum Entsatz von Péronne eingesetzt, das vom Duc de Longueville belagert wurde. Im folgenden Jahr war es beim Angriff auf die Vorstädte von Laon eingesetzt. Dabei wurde die Armee der Prinzen zurückgedrängt. Es folgte die Belagerung von Rethel. 1618 wurde wiederum eine Reduzierung auf zwei Kompanien vorgenommen.
- 1619 wurde den Capitaines befohlen, die Kompanien wieder zu komplettieren; die Einheit versammelte sich dann zunächst unter dem Kommando von Maréchal du Plessis-Praslin vor Metz.

- 1620 war „Rambures“ im Gefecht bei Ponts-de-Cé eingesetzt und traf 1621 unter dem Kommando des Comte d’Auriac als erste Einheit zur Belagerung von Saint-Jean-d’Angély vor Ort ein. Während der Belagerung konnte es sich im Verband mit dem Régiment de Navarre auszeichnen.

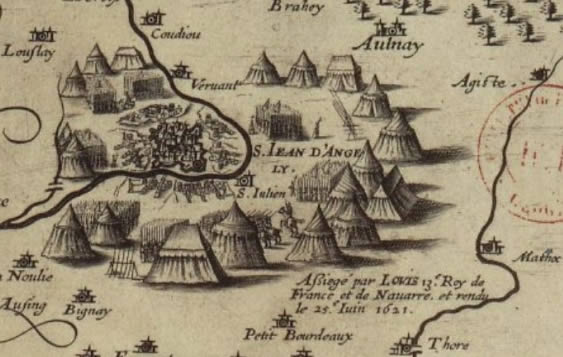
Belagerung von Saint-Jean-d’Angély

Es folgte die Einnahme von Bergerac, wo das Regiment dann bis zum Frieden von Montpellier in Garnison verblieb. Ein Détachement von 300 Mann marschierte 1622 zur Unterstützung des Duc d’Elbœf und war dann in der Stärke von 500 Mann an der Belagerung des vom Marquis de la Force gehaltenen Sainte-Foy-la-Grande beteiligt.
- 1624 verließ die Einheit Bergerac und verlegte nach Saint-Maixent. Es diente zwei Jahre in der Picardie und wurde im August 1627 nach La Rochelle kommandiert, um an der dort folgenden Belagerung teilzunehmen.

Garnison wurde in Angoulins bezogen und anschließend an der Pont de Coureilles eine Batterie für sechs Geschütze errichtet. Diese war während der gesamten Belagerung im Einsatz. Ein Détachement von 400 Mann setzte auf die Île d’Oléron und dann am 7. November auf die Île de Ré über, wo es am Fort de La Prée an Land ging, um die anwesenden Engländer zu bekämpfen. Nach der Kapitulation von La Rochelle besetzte die Einheit, zusammen mit dem Régiment de Piémont, das Fort de Tasdon. Der 1er Capitaine Dubois de Liége wurde zum stellvertretenden Kommandanten von La Rochelle ernannt.
Am 7. November 1728 erhielt das Regiment die Order, nach Fouras zu marschieren, um von dort aus die Bewegungen der englischen Flotte zu überwachen.
- Februar 1629: Fouras wurde verlassen, um zur Armee im Piémont zu stoßen, wo sich „Rambures“ im Gefecht bei Pas de Suse auszeichnen konnte. Zurück über die Alpen, erreichte das Regiment am 24. Mai Privas, wo es bei der Eroberung eingesetzt wurde.

### Dreißigjähriger Krieg
- 1630 bis 1635

Im Jahre 1630 marschierte die Einheit unter François-Henri de Montmorency-Luxembourg wieder in das Piémont und traf vor Exiles ein, das kurz darauf erobert wurde. Es folgte das Gefecht bei Veillane.
Nach Lothringen verlegt, kämpfte „Rambures“ bei der Belagerung von Vic, Moyenvic und Marsal (Moselle). Im folgenden Jahr gehörte das Regiment zu den Truppen des Maréchal de la Force, die im Languedoc gegen die Armee von Monsieur und im Gefecht bei Castelnaudary kämpften. Danach zurück in Lothringen, wurde das Regiment bei der Belagerung von Trier verwendet.
- 1633 stand „Rambures“ bei der Belagerung von Nancy.

Es folgte die Teilnahme an der Belagerung von Bitche und der Festung La Mothe mit anschließenden Expeditionen in der Umgebung von Metz unter dem Kommando des Maréchal de La Force. Zum Entsatz von Heidelberg wurde im Winter der zugefrorene Rhein überquert. Nachdem die kaiserlichen Truppen in die Flucht geschlagen worden waren, erfolgte die Rückkehr auf dem gleichen Weg.

### Französisch-Spanischer Krieg
- 1635 konnte sich das Regiment bei der Belagerung von Speyer auszeichnen. Am 19. März wurde es, zusammen mit dem „Régiment de Piémont“, zur Armee des Maréchal de Châtillon nach Mézières kommandiert. Nach der Schlacht bei Avein verlegte das Regiment zurück zur Armee von Bernard de Nogaret de La Valette d’Épernon nach Deutschland, die sich nach den Belagerungen von Homburg und Bingen über Mainz nach Metz zurückziehen musste. „Rambures“ wurde nach Château-Salins kommandiert.

Nachdem sich die kaiserliche Armee aus Lothringen und dem Barrois zurückgezogen hatte, wo sie entsetzliche Verheerungen angerichtet hatte, wurde das Regiment bei den Verfolgungskämpfen eingesetzt.
Am 15. September 1635 erhielt das „Régiment de Rambures“, ebenso wie die anderen der Gruppe der Petits Vieux, die weiße Leibfahne und das weiße Fahnenband ausgehändigt. Dazu wurde eine Leibkompanie (compagnie colonelle) eingerichtet.
Zur gleichen Zeit wies der Kardinal Richelieu dem Regiment den Namen „Régiment d’Île de France“ zu, was aber nur theoretischer Natur war, da dies in der Praxis nicht umgesetzt wurde.
Im Januar 1636 bildete „Rambures“ in Épinal die Vorhut des Korps, das den Ring um das belagerte Colmar aufbrechen sollte. Am 30. Januar traf es in der Stadt ein, 600 Pferde mit sich führend, die mit Verpflegung beladen waren. Von da aus brach es zum Entsatz nach den belagerten Kaysersberg und Haguenau auf. Am 16. Februar kehrte die Truppe nach Épinal zurück. Kaum dort angekommen, musste sie wieder nach Haguenau ausrücken, das erneut bedroht wurde. Ein Détachement von 300 Mann verließ Épinal am 3. Juni, überrumpelte Saint-Dié und Sainte-Marie-aux-Mines und stand am 10. Juni vor Haguenau, das nur noch für drei Tage Lebensmittel hatte. Im September stieß das Regiment zur Armee, die die Kaiserlichen in Richtung auf die Franche-Comté verfolgte. Im Jahre 1627 war die Einheit an den Kämpfen um den Weiler Ivoy sowie um die Dörfer Le Catelet und Damvilliers beteiligt. Nach dem Ende des Feldzuges wurden die Winterquartiere in Damvilliers und Ivoy bezogen. Die erste Hälfte des Jahres 1638 verbrachte die Truppe in Lothringen und stieß dann im August zur Armee des Comte de Hallier, die Catelet belagerte. Am 14. September wurde der Platz eingenommen, und das Regiment wurde mit der Bewachung beauftragt. Am 1. März 1639 zog es nach Thionville, wo es während der Belagerung mit zur Bewachung des Artillerieparks kommandiert wurde.

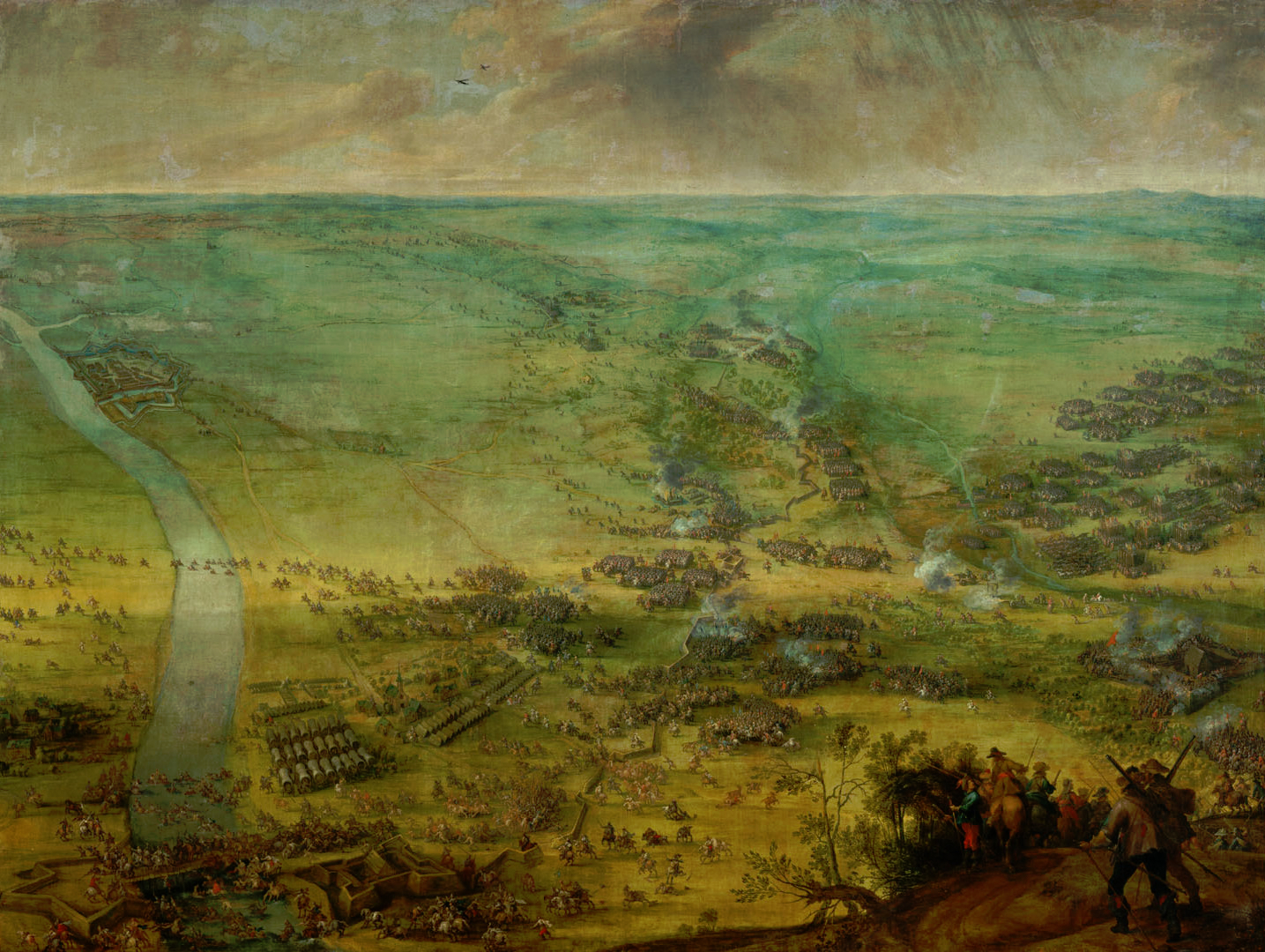
Schlacht bei Thionville 1639

Am 7. Juni kämpfte es in der Schlacht bei Thionville. Danach zog sich das Regiment nach Metz zurück, wo es einige Zeit damit beschäftigt war, die Personalverluste wieder aufzufüllen. Im Jahre 1640 war es an der Belagerung von Arras und 1641 an der Belagerung von Ares beteiligt. Große Verluste erlitt „Rambures“ am 26. Mai 1642 in der Schlacht bei Honnecourt.
In der Schlacht bei Rocroi am 19. Mai 1643 konnte sich das Regiment erneut auszeichnen. Zusammen mit dem Régiment de Piémont stand es am linken Flügel der ersten Linie. „Rambures“ ließ auf dem Schlachtfeld eine große Anzahl an Gefallenen zurück, darunter die Capitaines Mesnil, Froyelle, Villiers und Bergues. Am 15. Juni stand das Regiment erneut vor Thionville, und nach dessen Kapitulation zog es weiter zur Belagerung von Sierck, das am 2. September aufgab.

Sierck

Im Jahre 1644 erfolgte unter dem Duc d’Orléans die Verlegung nach Flandern mit der Belagerung von Gravelines. In diesen Kämpfen wurden der Capitaine de Rouret und die Lieutenants Guisbert und Bride getötet. Nach diesem Feldzug wurde das Regiment in das Bourbonnais kommandiert. Nach Kämpfen gegen die Spanier erfolgte die Rückverlegung nach Flandern mit der Beteiligung an der Belagerung von Fort Mardyck, von Cassel, Béthune, Saint-Venant und Menen. Garnison wurde dann in Menen bezogen.
Am 13. Juni 1646 traf die Einheit vor Courtrai ein, das von den Spaniern besetzt war. Da noch nicht alle Belagerungstruppen eingetroffen waren, konnte die Stadt nicht komplett eingeschlossen werden. Die Spanier nutzten diese Gelegenheit, die Besatzung mit 3.000 Musketieren und drei Kavallerieregimentern zu verstärken. „Rambures“ konnte während der Belagerung einen Ausfall der Garnison zurückschlagen.
Nach der Einnahme von Courtrai verlegte das Regiment nach Brügge, wo es auf zwei holländische Schiffe verladen und nach dem Fort de Mardyck verbracht wurde. Es wurde dann bei der Belagerung von Dünkirchen eingesetzt, das am 10. Oktober kapitulierte.
Im Februar 1647 hatte die Einheit in Courtrai Quartier bezogen und konnte einen Angriff der Spanier zurückschlagen. Eine Kompanie war zur Verteidigung von Armentières abgestellt. Im folgenden Jahr war das Regiment bei der Belagerung von Ypern und in der Schlacht bei Lens eingesetzt.
1649 folgte die Teilnahme an der Belagerung von Cambrai, von wo aus die Truppe zur Einnahme von Condé abgestellt wurde. Im Jahre 1650 konnte es sich, zusammen mit dem Régiment de Piémont, in der Schlacht bei Rethel auszeichnen. Im folgenden Jahr operierte die Einheit unter dem Kommando des Maréchal de Caumont an der Scheldemündung in der Nähe von Neuville-sur-Escaut. Winterquartiere wurden in Burgund bezogen, danach ging es zurück in die Picardie. Mehrfach wurde in Ardres garnisoniert, dann, nach Paris kommandiert, kämpfte das Regiment bei Saint-Antoine. Nach Ardres zurückgekehrt, war es bemüht, die von den Unruhen in ganz Frankreich nicht unberührt gebliebene Stadt unter Kontrolle zu behalten.
1654 wurde die Einheit bei den Belagerungen von Sainte-Menehould, Stenai und du Quesnoy sowie beim Entsatz von Arras eingesetzt. 1655 wurde das Regiment nach Saint-Quentin verlegt. Am 16. August begann es vor Condé mit den Belagerungsarbeiten. Nach der Kapitulation der Stadt nahm es dort Quartier. Im November konnte es ein feindliches Korps von 3500 Mann unter dem Kommando des Prinzen Claude Lamoral II. de Ligne vor den Mauern der Stadt vertreiben.

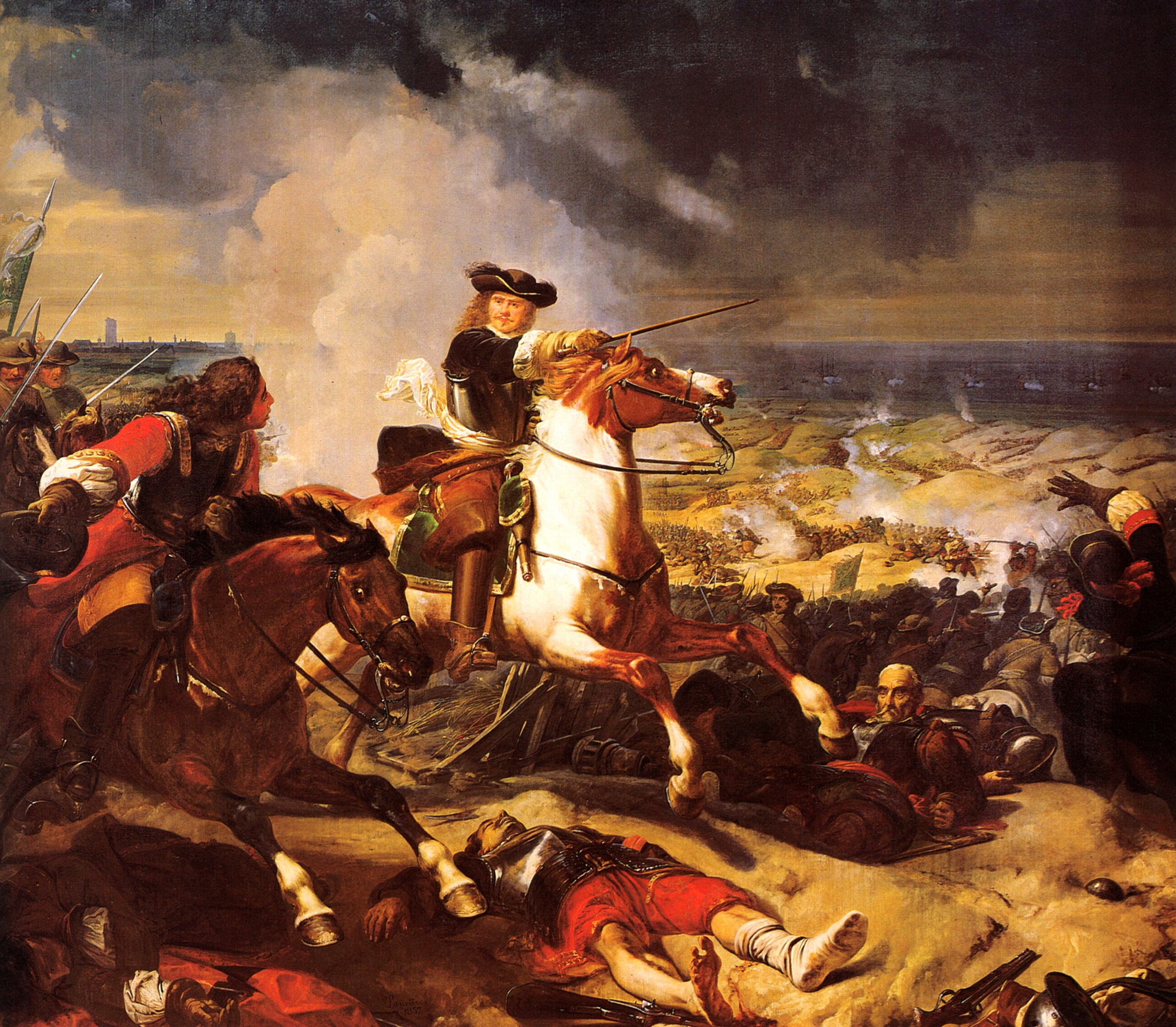
Schlacht in den Dünen

Es folgte im Jahre 1656 die Belagerung von Valenciennes und die Einnahme von La Capelle, 1657 die Belagerung von La Mothe-aux-Bois, die Einnahme von Saint-Venant, der Entsatz von Ardres und die Zerstörung von Watz, Bourbourg und Mardyck. Das Jahr 1658 brachte dem Regiment die Teilnahme an der Belagerung von Dünkirchen und an der Schlacht in den Dünen.
Hier gelang es dem Regiment, ein englisches Bataillon des Duke of York zur Aufgabe zu zwingen. Das Jahr wurde mit den Belagerungen von Berghes, Menen und Ypern beendet. Bei der Ratifikation des Pyrenäenfriedens lag es in Menen in Garnison.
Das Regiment wurde auf vier Kompanien reduziert und in Rouen stationiert. 1663 wurde „Rambures“ zur Expedition nach Lothringen eingeteilt, die mit der Einnahme von Marsal (Moselle) endete.

### Devolutionskrieg (1667 bis 1668)
Aus Anlass des Krieges wurde das Regiment auf 10 Kompanien aufgestockt und zunächst in Saint-Quentin stationiert. Ein Einsatz war nicht vorgesehen, aber nachdem die Belagerung von Lille große Schwierigkeiten bereitet hatte, wurde es dann doch zur Verstärkung der Armee kommandiert. Nach der Einnahme der Stadt marschierte es nach Courtrai und im Januar 1668 nach Charleroi.
Das Regiment war 1671 in Calais stationiert und verlegte im gleichen Jahr in das Feldlager von Dünkirchen, wo es vor König Louis XIV Revue passierte. Es bestand zu diesem Zeitpunkt aus 32 Kompanien zu je 53 Mann.

### Holländischer Krieg (1672 bis 1678)
1672 begleitete das Regiment den König bis nach Tongern, wo 20 Kompanien in Garnison gelegt wurden. Die anderen 12 Kompanien zogen mit der Armee an den Rhein. Nach der Winterpause verblieb das Regiment in Bereitschaft. Im August stieß es zur Armee des Prince de Condé, die die Belagerung von Maastricht deckte. Im Jahre 1674 wurde es in der Schlacht bei Seneffe eingesetzt. Hier stand es am äußersten linken Flügel und zeichnete sich durch seine Hartnäckigkeit beim Angriff auf das Dorf Fay aus. In der Schlacht verlor es den Lieutenant-colonel Hébert, die Capitaines de Briseuil, Campagne, Bonnière und Mommereuil, die Lieutenants, Ensignes und Sous-lieutenants La Varenne, Legrand, Culan, Varimont, Letendart, Sosseval und Saint-Martin und mehr als 200 Mann von insgesamt 1.100 an Toten und Verwundeten. Nach dem Rückzug des Prince d’Orange und dem Beginn der Belagerung von Oudenaarde zog das Regiment nach Metz ab. Am 11. November stieß es im Feldlager von Dettweiler zur Armee von Turenne. Das 2. Bataillon marschierte zum Entsatz nach Haguenau, das von dem österreichischen General Piccolomini belagert wurde. Nachdem die Kaiserlichen aus Schlettstadt abgezogen waren, nahm die Einheit hier und in Colmar Quartier. Es folgte noch der Einsatz im Gefecht bei Mülhausen am 29. Dezember.
Im Januar 1675 verlegte das Regiment im Brigadeverband nach Breisach. Am 10. März folgte der Angriff auf Neuburg am Rhein, das in kurzer Zeit erobert werden konnte. Zusammen mit drei Kavallerieregimentern wurde im Juni bei Altenheim eine Brücke über den Rhein errichtet, um Turenne eine Rückzugsmöglichkeit zu sichern. Nach dem Tod von Turenne trat „Rambures“ im Elsass unter das Kommando des Maréchal de Luxembourg. Am 29. Juli 1676 wurde der 18-jährige Colonel und Regimentsinhaber, der Marquis de Rambures, durch eine Musketenkugel getötet, als sich im Quartier beim Hantieren mit Waffen ein Schuss löste und ihn in die Stirn traf. Das Regiment, seit 60 Jahren den Namen „Rambures“ führend, wurde nunmehr von dem Marquis de Feuquières übernommen.
Das „Régiment de Feuquières“ nahm im Jahre an einem Gefecht bei Basel teil. Es stand 1677 weiter am Rhein und kämpfte bei der Belagerung von Freiburg, wo es große Verluste hatte.
1678 zur Armee nach Flandern verlegt, war die Truppe bei der Einnahme von Gent und Ypern eingesetzt. Zusammen mit anderen Regimentern schützte „Feuquières“ am 14. August das Hauptquartier des Königs im Kloster von Saint-Denis gegen einen Angriff des Prinzen von Oranien.

### Reunionskrieg (1683 bis 1684)
Das Regiment lag in Toul in Garnison und nahm nicht am Krieg teil.

### Pfälzischer Erbfolgekrieg (1688 bis 1697)
Von Tournai aus erfolgte der Abmarsch zur Belagerung von Philippsburg. Dabei fielen die Capitaines Despoix und Contremoulins und der Sous-lieutenant Dupuy. Der Lieutenant-colonel d’Armours und zwei Capitaines wurden verwundet. Von hier zog das Regiment im Januar 1689 nach Heilbronn. Als das Regiment Heilbronn verlassen musste, um nach Pforzheim abzuziehen, rückten 200 kaiserliche Dragoner vom Regiment Starhemberg durch ein anderes Tor ein und begannen sogleich, die zurückgebliebenen Verwundeten und Kranken zu massakrieren.
Das Regiment verblieb die Jahre 1689 und 1690 in Deutschland. Am 18. August 1690 führte es einen Angriff auf Waldkirch bei Straßburg. Die Grenadiere konnten sich hier auszeichnen, der Capitaine Moussy fiel dabei.
„Feuquières“ wurde 1691 in das Piémont kommandiert, wo es zur Armee von Nicolas de Catinat stieß und im Brigadeverband mit dem Régiment de La Marine an sechs Feldzügen teilnahm. Es begann mit der Belagerung von Veillane, das nach 24 Stunden aufgab, dann die Belagerung von Carmagnola, bei der es am ersten Tag 50 Soldaten verlor, der Lieutenant-colonel de Vraignes und zwei Capitaines wurden verwundet. Den Rest des Jahres und das folgende gab es keine bemerkenswerten Operationen.

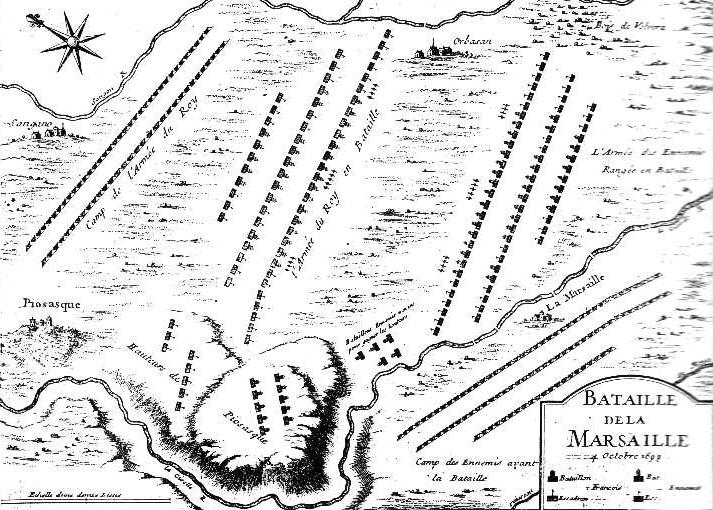
Plan der Schlacht bei Marsaglia

In der Schlacht bei Marsaglia konnte sich das Regiment an der linken Flanke auszeichnen, dabei fielen zwei Capitaines.
Trotz der Unterzeichnung des Friedensvertrages mit dem Herzog von Savoyen hielt der Kaiser den Kriegszustand aufrecht und belagerte Valenza, in dem das Regiment am 26. September 1696 die linken Gräben verteidigte. Nach der Einstellung der Kampfhandlungen wurde die Einheit zur Mosel kommandiert und verlegte nach der Unterzeichnung des Friedens von Rijswijk nach Briançon. Hier verblieb es bis zum Ausbruch des Spanischen Erbfolgekrieges.

### Spanischer Erbfolgekrieg (1701 bis 1714)
1701 erhielt das nunmehrige „Régiment de Leuville“ den Befehl, nach Toulon zu marschieren, um dort eingeschifft zu werden. Es wurde dann nach Italien transportiert und konnte sich bei der Belagerung von Chiari auszeichnen. Danach marschierte es nach Cremona und als Verstärkung weiter nach Mantua, das von der Truppe von Eugen von Savoyen belagert wurde. Hier konnte es sich in mehreren Ausfällen hervorheben. Am 25. Januar 1702 schickte der Kommandant der Festung, der Comte de Tessé, ein Détachement unter dem Capitaine der Grenadiere Boutteville aus, um ein großes Verpflegungs- und Futterlager des Feindes zu verbrennen. Das sieben Meilen entfernte Lager konnte vernichtet werden, ohne dass Boutteville auch nur einen Mann verlor. Nachdem die Belagerung aufgehoben worden war, blieb „Leuville“ bis zum Ende des Feldzuges allein zur Bewachung von Mantua zurück. Ein freiwilliges Détachement kämpfte in der Schlacht bei Luzzara.
Im Jahr 1703 verließ das Regiment Mantua und stieß zur Armee des Duc de Vendôme, mit der es an der Einnahme von Bersello, Nago und Orgo sowie an der Beschießung von Trient beteiligt war. Winterquartiere wurden dann in Monferrat bezogen. 1704 folgten die Belagerungen von Vercelli und Ivrea und im Frühjahr 1705 die von Verrua in Savoyen. Bei einem Angriff am 1. März fielen die Capitaines d’Ache, Birabin und Fresne. Ende April kehrte das Regiment zur Armee von Vendôme an den Minico zurück und kämpfte im Gefecht bei Moscolino; in der Schlacht bei Cassano gehörte es ohne Einsatz zur Reserve. Teilnahme am Angriff vom 16. Oktober auf die kaiserlichen Linien bei Cremona, danach Besetzung von Castelleone und Gumbetto. Danach kehrte es nach Mantua zurück. Im Jahre 1706 wurde die Einheit mit der Bewachung der Passagen an der Etsch beauftragt.
1706 kehrte „Leuville“ an die Frontlinie zurück und war dort in schwere Kämpfe verwickelt. Bei einer Revue durch den Comte de Médavy waren nur noch 400 Mann in einsatzbereitem Zustand. Diese 400 Mann erhielten Ende 1707 den Befehl, die Alpenausgänge zu bewachen, und wurden im folgenden Jahr zur Auffrischung an den Rhein verlegt. Nach Kämpfen gegen kaiserliche Streifkorps wurde das Regiment in die Stellungen an der Lauter zwischen Wissembourg und Lauterbourg verlegt. Hier verblieb es bis zum Jahre 1712, wo es am 16. August des gleichen Jahres unter großen eigenen Verlusten einen starken feindlichen Angriff abwehren konnte. 1713 folgte im Korps des Maréchal de Villars die Teilnahme an den Belagerungen von Landau und Freiburg.

### Krieg der Quadrupelallianz (1717 bis 1719)
Im Jahre 1718 wurde der Duc de Richelieu neuer Regimentsinhaber. Dieser wurde im folgenden Jahr wegen seiner Verwicklungen in die Verschwörung von Cellamare in der Bastille inhaftiert. Es wurde ihm vorgeworfen, dass sein Regiment, das in Bayonne in Garnison lag, die Stadt an die Spanier hätte ausliefern sollen.
Das Regiment rückte daher ohne seinen Colonel aus und wurde bei der Belagerung von San Sebastian und von Rochas eingesetzt.
Im Januar 1723 verlegte die Einheit nach Poitiers, im April 1725 nach Bayonne, im September 1727 nach Collioure, im Oktober 1728 nach Poitiers, im April 1730 nach Cambrai und Bouchain, 1731 nach Lille und 1732 in das Feldlager von Berlaimont. Im Juli 1733 lag es in Calais und Maubeuge in Garnison.

### Polnischer Thronfolgekrieg (1733 bis 1738)
Beim Ausbruch des Krieges befand sich das Regiment in Schlettstadt. Noch im gleichen Jahr kämpfte es bei der Belagerung von Kehl und verbrachte dann den Winter in Besançon. Im folgenden Jahr nahm es am Gefecht an der Ettlinger Linie und an der Belagerung von Philippsburg teil. Das Regiment konnte sich bei der Belagerung auszeichnen, musste aber die Capitaines de Gasc, d’Angosse und Mouzières und mehr als 100 Mann als Gefallene beklagen. Nach dem Feldzug wurde von „Richelieu“ in Schlettstadt Winterquartier bezogen. Durch Krankheiten schmolz der Mannschaftsbestand auf 900 Soldaten. Im Jahre 1735 wurde die Einheit auf drei Bataillone verstärkt. Sie war an der Besetzung von Trier beteiligt, wo sie bis zum Mai 1736 blieb. Danach wurde sie nach Metz kommandiert, um bei den Arbeiten an den Festungswerken eingesetzt zu werden. Im Oktober 1737 folgte die Kommandierung nach Maubeuge, 1738 nach Rocroi, Charleville, Mézières und im April 1739 zurück nach Metz. Im September 1740 wurde in Verdun Garnison bezogen.

### Österreichischer Erbfolgekrieg (1740 bis 1748)
Unter dem neuen Namen „Régiment de Rohan“ verließ die Einheit am 7. September 1741 Verdun, um sich der für den Feldzug nach Bayern bestimmten Armee anzuschließen. Diese versammelte sich in Fort-Louis und überquerte am 22. September den Rhein. Die Regimenter „de Rohan“ und „de Souvre“ wurden zusammen mit zwei Regimentern Dragonern nach Braunau am Inn kommandiert. Dann wurde es zum Schutz eines Übergangs über die Enns eingesetzt und anschließend nach Linz befohlen, das ab Januar 1742 von starken Kräften des österreichischen Feldmarschalls Kevenhüller belagert wurde.
Am 25. Januar musste die Stadt kapitulieren, und auf die Zusicherung, nicht mehr in Deutschland kämpfen zu wollen, erhielt die Besatzung freien Abzug. Das Regiment marschierte nach Straßburg und wurde von dort unverzüglich nach Besançon weitergeschickt.
Im Februar 1743 erfolgte die Verlegung des Regiments nach Metz und bald darauf die Vereinigung mit der Armee des Maréchal de Noailles, die bei Weissenburg lag. Dann wurde bei Speyer der Rhein überquert und mit drei anderen Regimentern in Heidelberg Quartier bezogen.
Das Regiment kämpfte mit zwei Bataillonen in der Niederlage bei Dettingen. Nach der Schlacht war es zusammen mit dem „Régiment de Piémont“ zur Nachhut eingeteilt. An diesem Tag verlor es die Capitaines de Terson, Richebourg, Charse, Vignacourt, Dunelle und Vilhouette, dann die Lieutenants Rouville, La Croisille, Richard, La Vorichaie, Montplaisier, Beauplan, Real und Baltier an Gefallenen; der Major Luc-Majour, die Commandants La Biganière und Hiky, 14 Capitaines und 11 Lieutenants waren verwundet. Die gesamten Ausfälle lagen bei über 600 Mann.
„Rohan“ überquerte auf dem Rückzug bei Worms den Rhein und bezog Verteidigungsstellungen an der Lauter, wo es erneut Verluste bei Kämpfen gegen österreichische Kavallerie erlitt. Das Regiment bezog dann Winterquartier in Saarlouis.
Am 15. März 1744 begann der Abmarsch nach Flandern mit der Teilnahme an den Belagerungen von Menen und Ypern. Danach Verlegung in das Feldquartier bei Courtrai. Winterquartier wurde in Sedan bezogen.

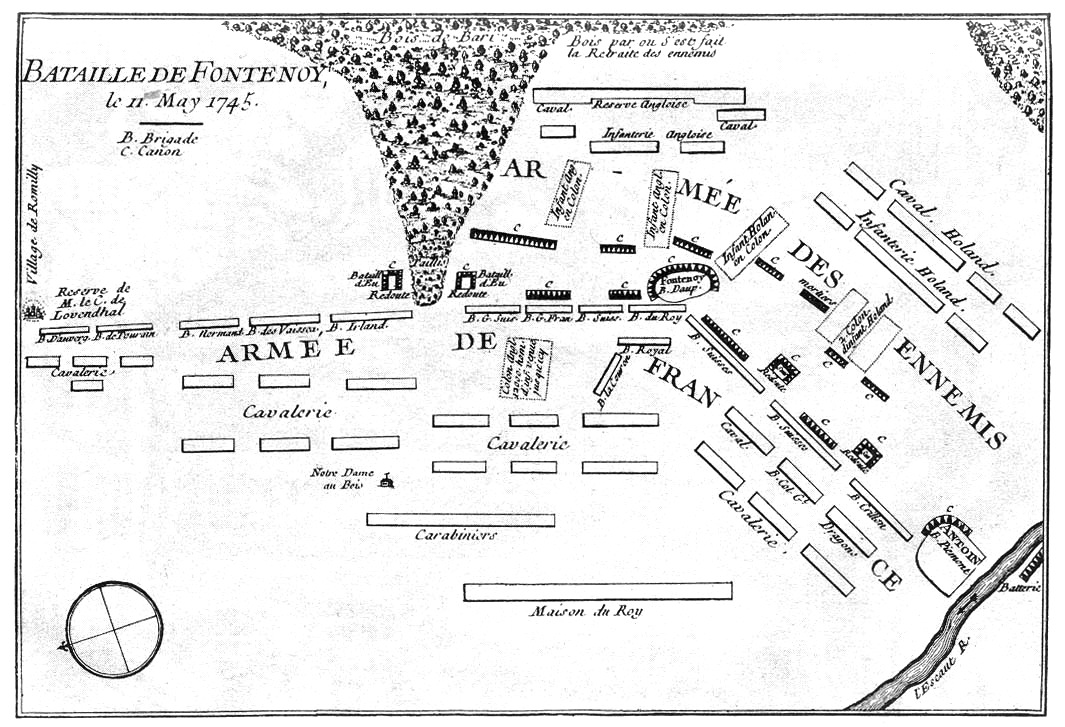
Schlacht bei Fontenoy. „Crillon“ befindet sich am rechten Flügel.

Am 1. Januar 1745 ging das Regiment in den Besitz des Marquis de Crillon über, mit dem es in der Gegend von Tournai operierte.
In der Schlacht bei Fontenoy befand sich das Regiment am rechten Flügel des ersten Linie. Es lehnte sich rechts an das Regiment Piémont und links an ein Schweizer Regiment an. Im Laufe der Schlacht gelang es, eine feindliche Batterie mit acht Kanonen zu erobern. Die eigenen Verluste betrugen etwa 50 Mann.
Im Juli wurde das Regiment, zusammen mit dem Régiment de Normandie und einigen anderen Einheiten, dem Kommando des Comte du Chayla unterstellt. „Crillon“ bildete die Vorhut dieser Truppe und stieß auf ein Korps von 6.000 Engländern. Nach einem heftigen Gefecht konnten mehrere Fahnen erbeutet und 1.400 Gefangene gemacht werden. Die eigenen Verluste betrugen 180 Gefallene und Verwundete. Der König verlieh daraufhin 14 Ordres royales et militaires de Saint-Louis und vergab 22 Gratifikationen.
Die Einheit nahm dann Gent ein und wurde nach einigen Tagen zur Besetzung von Ostende kommandiert. Diese konnte nur mit Waffengewalt vorgenommen werden und kostete das Regiment die Lieutenants Castelnau und Richard an Gefallenen, fünf weitere Offiziere, darunter der Lieutenant-colonel de Lestang, wurden verwundet.
Danach war „Crillon“ bei der Einnahme von Nieuwpoort eingesetzt und wurde dann nach Calais kommandiert, wo es sich auf eine Invasion Englands vorbereiten sollte, was dann jedoch nicht weiter verfolgt wurde. Im Januar 1746 wurde Calais verlassen, das Regiment marschierte nach Brügge und dann nach Gent, wo es während der Belagerung von Brüssel verblieb. Bei Beginn des Feldzuges im Juni stand die Einheit bei der Belagerung von Mons und war hier an der Einnahme von Fort de la Haisne beteiligt, die das Regiment mehr als 200 Mann an Verlusten kostete. Anschließend wurde „Crillon“ zum Reservekorps des Comte de Clermont nach Aarschot versetzt. Im September wurde die Einheit bei der Belagerung von Namur verwendet, mit Verlusten von 200 Mann und drei Offizieren. Danach wurde der Marquis de Crillon zum Maréchal de camp befördert, und das Regiment ging an den Comte La Tour du Pin über. Es marschierte dann nach Antwerpen, wo ein viertes Bataillon aufgestellt wurde. Im Jahre 1747 wurde das Regiment zum Korps des Marquis de Contades kommandiert und nahm an der Niederkämpfung der Forts am linken Ufer der oberen Schelde und in Holländisch-Flandern teil. Es folgten die Belagerung von Hulst, das am 11. Mai kapitulierte, die Einnahme von Axel und die Teilnahme an der Schlacht bei Lauffeldt. Hier kämpfte „La Tour du Pin“ verbissen am rechten Flügel, das Dorf Lauffeld wurde mehrfach eingenommen und ging wieder verloren. Der Maréchal de Saxe war von seinem Sieg überzeugt und setzte mit den Regimentern „La Tour du Pin“, du Roi und Orléans zu einem neuen Angriff an. Das Regiment stürzte sich im Bajonettangriff rücksichtslos auf den Feind und konnte ihn zurückwerfen. Der davon stark beeindruckte König sprach fünf Beförderungen zum Lieutenant-colonel aus, verlieh 13 Orden des „Croix de Saint-Louis“ und gewährte 27 Gratifikationen. Die Capitaines Magnenville und Dreux sowie die Lieutenants Vaudry, Sagenan, Le Franc und La Durantie waren gefallen, der Colonel und 22 weitere Offiziere wurden verwundet.
Das Winterquartier wurde in Brüssel bezogen. Im Jahre 1748 folgte die Belagerung von Maastricht. Dabei führten die Regimenter „La Tour du Pin“, de La Couronne, Orléans und Alsace – unterstützt durch das Régiment de Rohan cavalerie – am 29. April um 9 Uhr abends einen konzentrierten Angriff auf eine Flesche durch.
Nach Kriegsende kehrte das Regiment nach Frankreich zurück und wurde zunächst in Lille stationiert. Im September 1751 folgte die Verlegung nach Dünkirchen, im September 1752 nach Valenciennes, im Juli 1754 in das Feldlager von Saarlouis, im Oktober 1755 nach Maubeuge, im Juli 1756 ins Feldlager bei Le Havre. Nach der Auflösung des Feldlagers wurde zunächst in Le Mans Quartier bezogen, dann in Saumur, La Flèche und Baugé.

### Siebenjähriger Krieg (1757 bis 1763)
Im Mai 1757 zog das Regiment nach Deutschland, überquerte am 1. August bei Mainz den Rhein und ging mit der französischen Armee gegen Hannover vor, wo der Herzog von Cumberland bis nach Stade verfolgt wurde. Nach der Schlacht bei Roßbach befand sich die Einheit in Lüneburg, um den Rückzug der geschlagenen Armee zu decken. Mit ihr zusammen zog sie sich bis zur Aller zurück. Im Februar 1758 wurde die „Armée de Hanovre“ an den Rhein zurückverlegt und auf Quartiere um Köln und Kleve verteilt.
„La Tour du Pin“ lag bei Xanten und war bis auf holländisches Gebiet verteilt. In der Schlacht bei Krefeld war das Regiment einem fünfstündigen Artilleriebeschuss ausgesetzt. Ohne selbst einen Schuss abzufeuern, hatte es Verluste von mehr als 500 Mann zu beklagen; die Capitaines Rogues-Hautes, Halgouet, Duvigny, d’Hourmelin und La Bourdonnaye waren gefallen, neun weitere Offiziere wurden verwundet. Der Feldzug wurde mit Marschbewegungen in der Gegend von Köln fortgesetzt. Schließlich nahm das Regiment wieder in Xanten Winterquartier. 1759 wurde es dem Reservekorps unter dem Marquis d’Armentières zugeteilt. Am 9. Juli kämpfte es bei der Belagerung von Münster, wo es am 9. Juli das St.-Mauritz-Tor der Stadtumwallung angriff. Nach einigen kleineren Operationen zog „La Tour du Pin“ nach Gießen und Kleinlinden und kam am 21. Januar 1760 wieder nach Köln. Es beendete den Feldzug mit den Reservetruppen in Düsseldorf. Am 10. Juli kämpfte es neben dem Régiment de Royal-Suédois und dem Régiment de Castellas im Gefecht bei Korbach und am 31. Juli in der Schlacht bei Warburg. Danach folgte der Einsatz in der Schlacht bei Kloster Kampen.
20. Februar 1761: Umbenennung in Régiment de Boisgelin

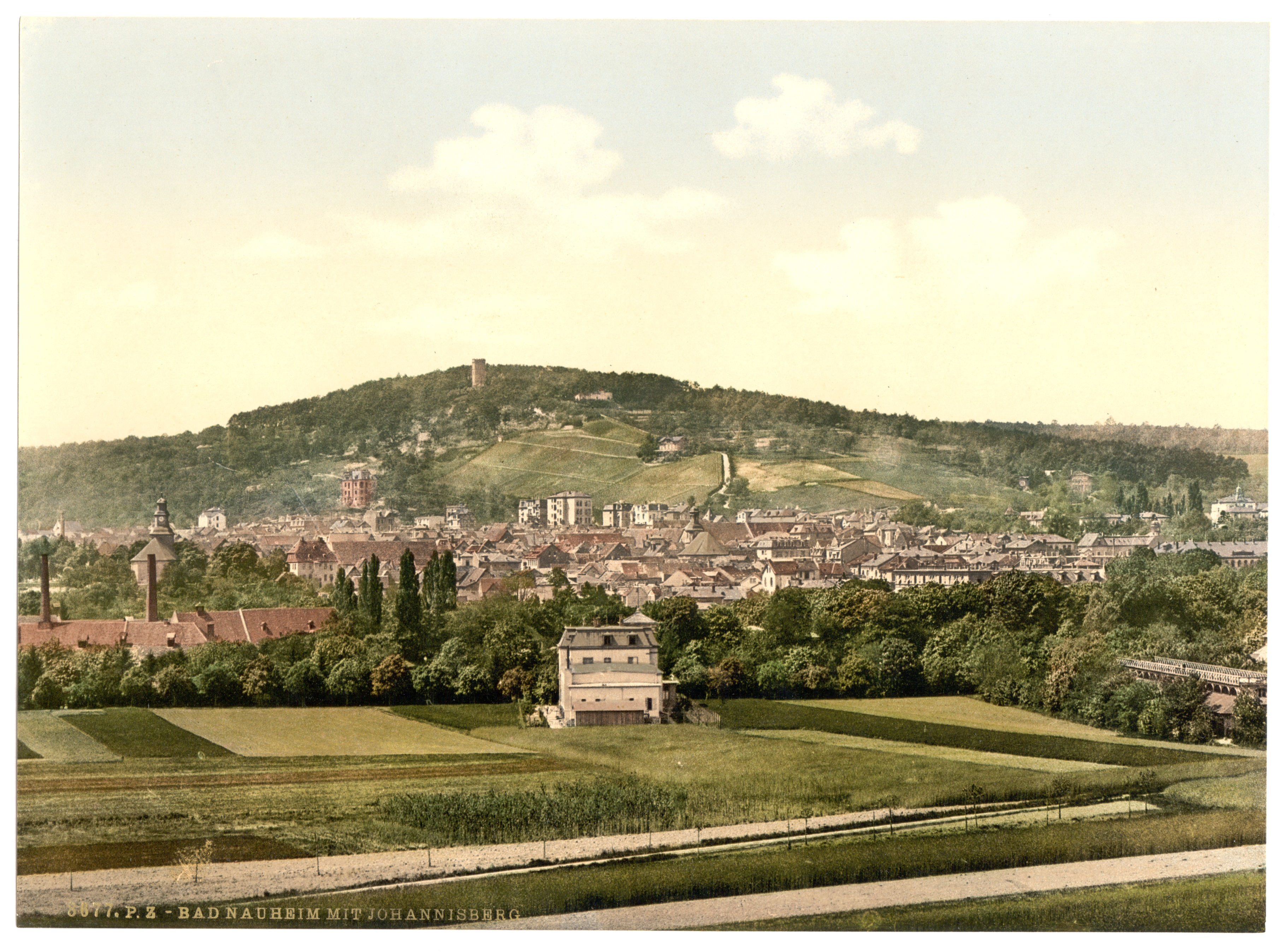
Der vom Regiment am 30. August 1761 verteidigte Johannisberg

Am 1. Mai verließ das Regiment Köln, wo es den Winter verbracht hatte, stieß zum Reservekorps von Louis de Bourbon, comte de Clermont, und kämpfte mit diesem in der Schlacht bei Vellinghausen und im Gefecht bei Roxel. Winterquartier wurde in Düsseldorf bezogen. Am 25. August besetzte die Einheit den Johannisberg bei Friedberg (Hessen). Am 30. August versuchte der General Nikolaus von Luckner sich des Johannisberges zu bemächtigen. Er griff den Berg von der rückwärtigen Seite mit 40 Eskadronen Kavallerie an, während der Erbprinz von Hannover die Front mit 19 Bataillonen angriff. Die französischen Truppen konnten das Gefecht für sich entscheiden. Die Engländer und Hannoveraner verloren 600 Gefallene, 1.500 Gefangene, 1.200 Pferde 15 Kanonen und zwei Standarten. Das Regiment de Boisgelin verlor 28 Mannschaften an Gefallenen, dazu die Capitaines Saint-Sauveur, d’Hauteville, Dumas und Ranchin, weiterhin die Lieutenants Roghon, Desroulins und Lorgeril. 256 Mannschaften und der Commandant Dumesnil sowie 13 Capitaines und neun Lieutenants wurden verwundet.
Der König sprach dem Maréchal d’Estrées ein Lob aus und verlieh 14 Orden des „Croix de Saint-Louis“ und bewilligte 15.000 Livres an Gratifikationen.
Das Regiment kehrte über Flandern nach Frankreich zurück und bezog im März 1763 Garnison in Calais.
Im Zuge der Reorganisation vom 10. Dezember 1762 wurde das Regiment nach der Provinz Béarn in Régiment de Béarn umbenannt, da das bisherige Regiment gleichen Namens im Jahr zuvor aufgelöst worden war.
Es folgte der in den Friedenszeiten übliche ständige Garnisonswechsel. Im November 1764 kam das Regiment nach Dünkirchen, im August 1765 nach Diedenhofen, im Oktober 1767 nach Brest, im November 1769 nach Metz, im Oktober 1771 nach Diedenhofen, im September 1772 nach Valenciennes und im November 1774 nach Metz.
Im Jahre 1775 wurde das 4. Bataillon nach Brest beordert, wo es am 20. November nach Santo Domingo eingeschifft wurde.
Mit der Reorganisation vom Jahre 1776 musste das Regiment das 2. und 4. Bataillon zur Aufstellung des Régiment d’Agénois abgeben.
Mit der Reorganisation des 1. Januar 1791 verloren alle Regimenter ihre Namen und wurden fortan nur noch mit Nummern bezeichnet. Bis zur Premier amalgame 1793 hieß das Regiment nunmehr „15e régiment d’infanterie (ci-devant Béarn)“.
Die „Premier amalgame“ brachte die Auflösung des Regimentsverbandes, die beiden Bataillone kamen nie mehr zusammen. Die bisherige Ordnung wurde völlig auf den Kopf gestellt, aus den Regimentern wurden Demi-brigades de bataille.
Als im Jahre 1803 die Regimenter wieder eingeführt wurden, entstand ein neues „15e régiment d’infanterie“, das mit dem alten nichts mehr zu tun hatte.

### Kriege der Revolution und des Ersten Kaiserreichs
- 1807: Teilnahme an der Schlacht bei Friedland (in dieser Schlacht verlor das Regiment seinen Adler). Anschließend zum Beobachtungskorps in das Département Gironde abgestellt.
- 1808: Einsatz während des Spanischen Unabhängigkeitskrieges
  - Einsatz in der Belagerung von Saragossa, Kämpfe am Rio Secco, in der Schlacht bei Évora und in der Schlacht bei Vimeiro
- 1809: Einsatz in der Schlacht bei La Coruña, Kämpfe bei Port-Martin und Zweite Schlacht bei Oporto
- 1810: Kämpfe bei Astorga, in der Schlacht bei Buçaco und in der Schlacht bei Sobral
- 1812: Schlacht bei Salamanca
- 1813: Kämpfe bei San Millán de la Cogolla, Schlacht bei Sorauren und Schlacht am Bidassoa, Feldzug in Deutschland, Teilnahme an der Schlacht bei Bautzen und Kämpfe bei Wurschen, Völkerschlacht bei Leipzig und Schlacht bei Hanau
- 1814: Feldzug in Frankreich mit dem Einsatz in der Schlacht bei Vauchamps, Schlacht bei Bar-sur-Aube, im Gefecht bei Reims und in der Schlacht bei Fère-Champenoise

### Gefallene oder verwundete Offiziere des Regiments in der Zeit von 1804 bis 1815
- gefallen: 36
- an ihren Verwundungen verstorben: 20
- verwundet: 107

### 1815 bis 1848
- 1830 das 1. und das 2. Bataillon wurden zur Expedition nach Algerien abgestellt. Sie kämpften am 19. Juni in der Schlacht bei Staoueli und waren am 5. Juli an der Einnahme von Algier beteiligt. Das 1. Bataillon wurde am 18. Juli bei der Einnahme von Blida und von Medea eingesetzt. Gefecht am 23. Juli am Col de Mouzaïa. Im Dezember waren beide Bataillone Teil des Korps, das in die Provinz Medea geschickt wurde.

Ende Dezember erfolgte die Rückkehr nach Frankreich.
Mit Anordnung vom 18. September wurde ein 4. Bataillon aufgestellt, womit sich der Personalbestand des Regiments auf 3.000 Mann erhöhte.

### Krimkrieg
- Belagerung von Sewastopol

### Deutsch-Französischer Krieg
- 1870: 20. Juli: Das Regiment verließ Soissons und traf noch am gleichen Tag in Thionville ein. Die Personalstärke betrug am 1. August 61 Offiziere und 1.779 Unteroffiziere und Mannschaften.

Ein 4. (Reserve-)Bataillon verließ am 12. August das Dépôt und wurde zur Aufstellung des „6e régiment de marche“ (6. Marschregiment) verwendet.
Am 18. August erlitt das Regiment in der Schlacht bei Gravelotte schwere Verluste, zwei Drittel des Mannschaftsbestandes waren ausgefallen.
Die Überreste des Regiments bildeten in der Festung Soissons das Dépôt des 15. Infanterieregiments und gingen am 16. Oktober nach der Kapitulation der Festung in Kriegsgefangenschaft.
Am 23. November wurde in Bayonne ein neues Dépôt des 15. Infanterieregiments aufgestellt. Es hatte am 1. März 1871 eine Stärke von 12 Offizieren und 299 Unteroffizieren und Mannschaften.
Zwischenzeitlich war ein „15e régiment de marche“ aufgestellt worden. Es kämpfte am 21. September im Gefecht im Wald von Vigneulles.

### 1871 bis 1914
- 1871: Garnison in Perpignan
- 1879: Verlegung des Regimentsstabes sowie des 1. und 2. Bataillons nach Castelnaudary. Das 3. Bataillon bezog die Kaserne in Carcassonne.

### Erster Weltkrieg
- 1907 bis 1914: Garnison in Albi

Während des ganzen Krieges gehörte das Regiment zur 32. Infanteriedivision.

#### 1914
- 18. bis 20. August: Abwehrschlacht bei Morhange
- 23. August bis 1. September: Abwehrschlacht bei Rozelieures
- November: Stellungskämpfe bei Kortekeer-Cabaret (Belgien)
- Stellungskämpfe bei Seicheperey (Saint-Mihiel)
- Erste Flandernschlacht (November 1914 bis Januar 1915)

#### 1915
- Februar bis August: Stellungskämpfe in der Champagne
- Herbstschlacht in der Champagne: Kämpfe am Mont Têtu (25. September) und am Butte de Tahure

#### 1916
- Juli bis Oktober: Schlacht um Verdun: Wiedereinnahme des Fort Douaumont und des Fort Vaux sowie von Fleury-sous-Douaumont
- September bis Januar 1917: Stellungskämpfe in den Argonnen am Ravin de la Fille Morte

#### 1917
- Januar bis Juni: Angriffskämpfe bei Verdun (Höhe 304, Mort Homme)
- November bis Dezember: Stellungskämpfe bei Aspach (Moselle) im Elsass
- Dezember bis Februar 2018: Stellungskämpfe bei Le Voilu in den Vogesen

#### 1918
- Februar bis April: Stellungskämpfe bei Aspach (Moselle)
- Mai bis August: Angriffskämpfe bei Kemmel in Flandern
- August bis Oktober: Angriffskämpfe an der Ailette bei Fresnes und Couvron
- Oktober bis November: Angriffskämpfe bei Pouilly-sur-Serre und Crécy-sur-Serre im Département Aisne

### Zwischenkriegszeit
- 1936: Garnison in Castelnaudary

Im Januar 1939 wurde das Regiment zur Ausführung des „Plan de barrage“ in das Département Pyrénées-Orientales verlegt. Dieser Plan sah vor, einen unkontrollierten Übertritt der im Spanischen Bürgerkrieg geschlagenen Internationalen Brigaden nach Frankreich zu verhindern.

### Zweiter Weltkrieg
Bei Kriegsausbruch wurde die Einheit als „15e régiment d’infanterie alpine“ (15. Gebirgsinfanterieregiment) mobilisiert. Es stand zunächst unter dem Befehl von Colonel Favatier, dann ab 5. Juni 1940 von Chef de bataillon Giaubert. Es gehörte zur 31. Gebirgsdivision.
Bei schweren Abwehrkämpfen im Süden von Amiens gegen deutsche Truppen der 9. Panzer-Division, der 10. Panzer-Division und des Infanterie-Regiments „Großdeutschland“ ab dem 20. Mai 1940 wurde das 1.200 Mann starke Regiment aufgerieben. Die Überlebenden ergaben sich am 6. Juni den Deutschen. Lediglich noch 300 Mann gerieten in Gefangenschaft und wurden nach Saint-Fuscien verbracht. Dort wurde eine unbekannte Anzahl von ihnen vor den Augen der Dorfbewohner von den Deutschen erschossen.
Eine Stele, die an die Kämpfe des Regiments am 4. Juni 1940 erinnert, befindet sich seit dem 6. Juni 1998 in dem Ort Yonval.

## Regimentsfahnen seit Napoleonischer Zeit
Auf der Rückseite der Regimentsfahne sind (seit Napoleonischer Zeit) in goldenen Lettern die Feldzüge und Schlachten aufgeführt, an denen das Regiment ruhmvoll teilgenommen hat.
In seiner Geschichte führte das Regiment nacheinander gut ein Dutzend verschiedene Fahnen:

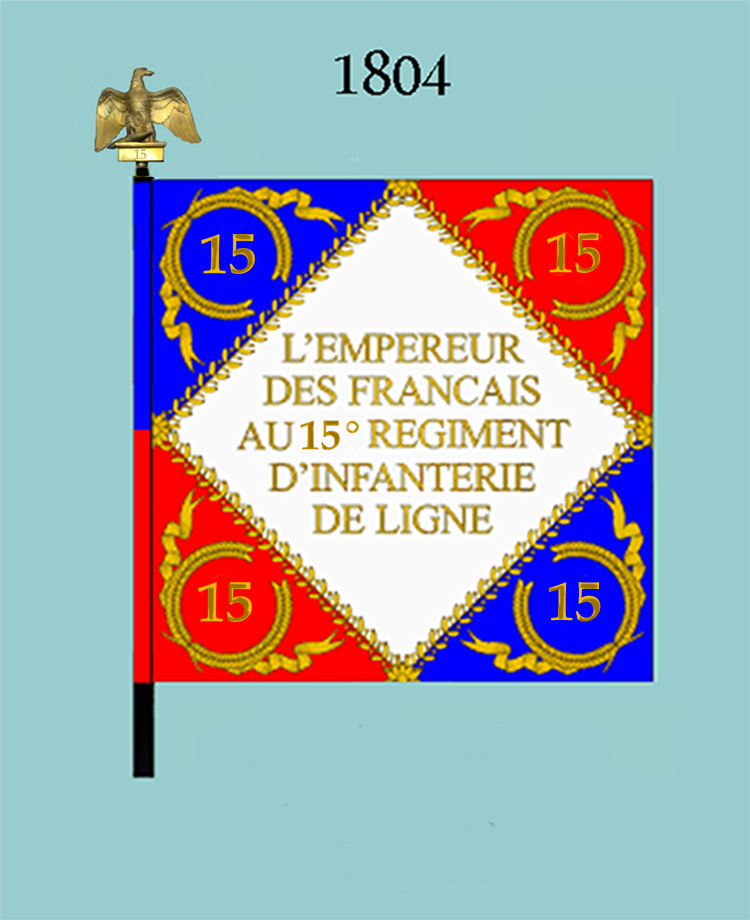
1804 bis 1812
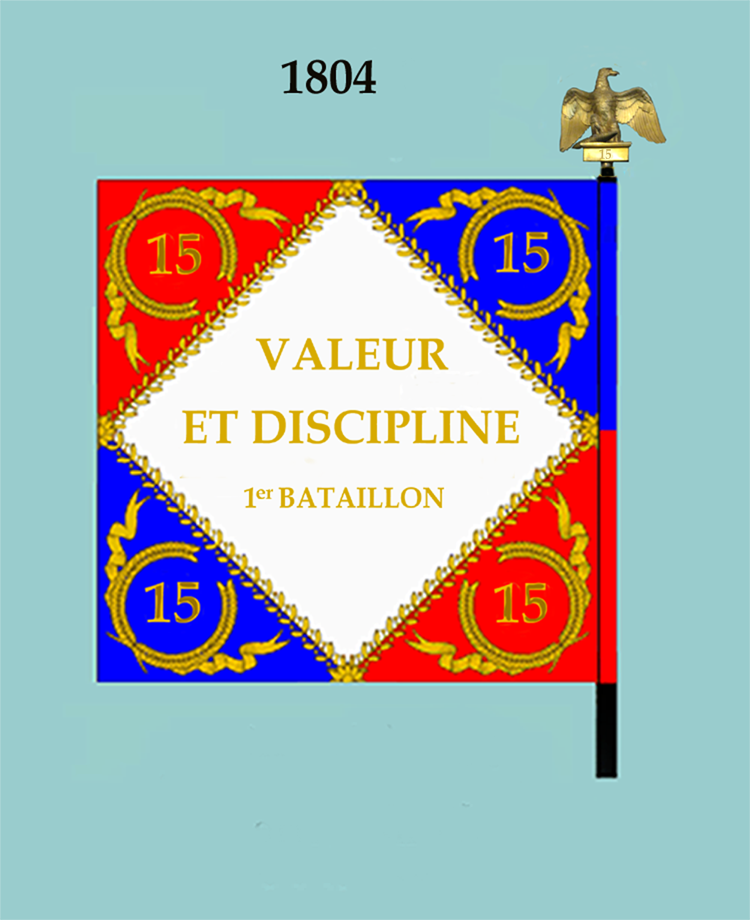
1804 bis 1812
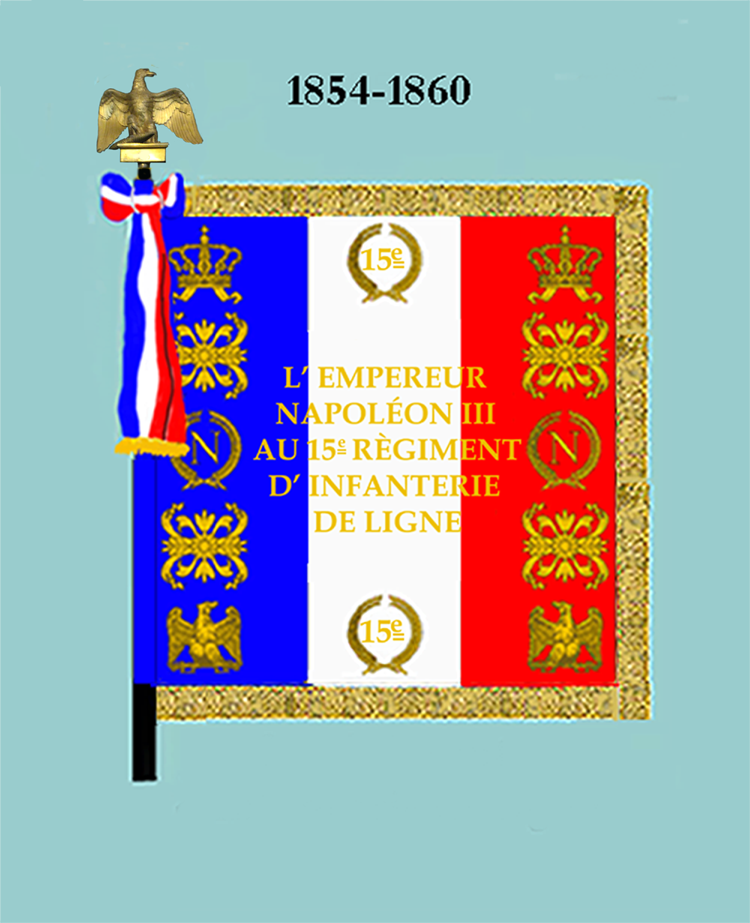
1854 bis 1860
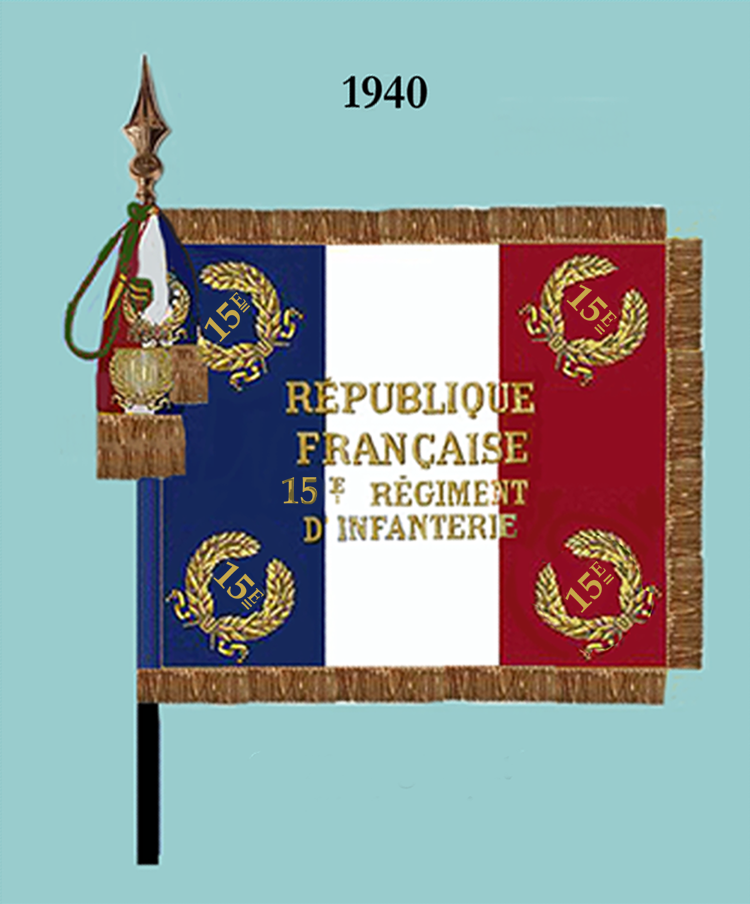
Zuletzt geführte Fahne (Vorderseite)
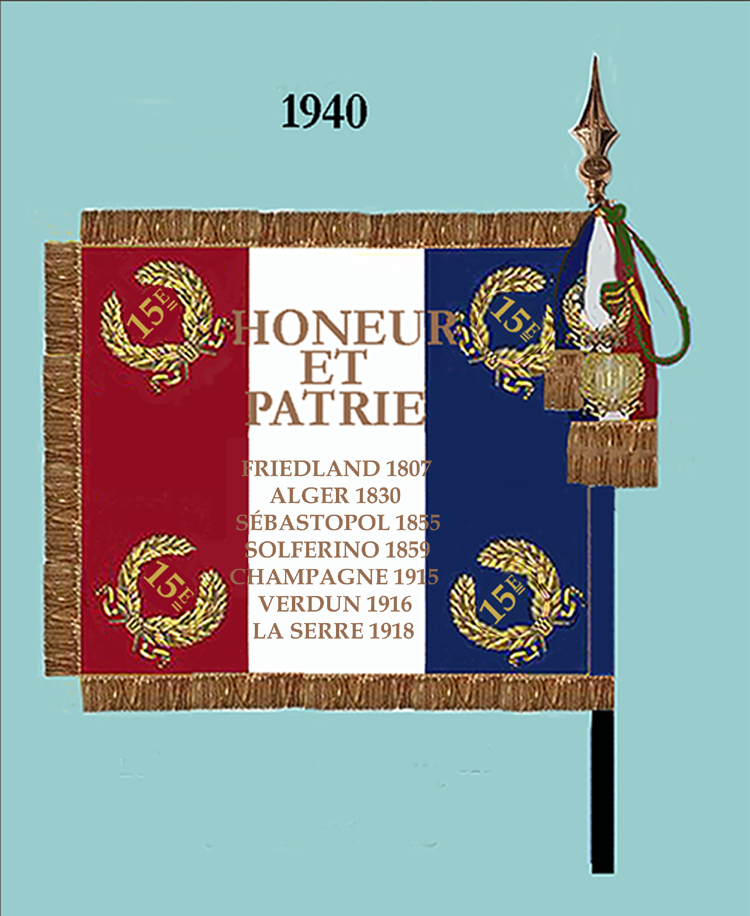
Zuletzt geführte Fahne (Rückseite)

## Auszeichnungen
Das Fahnenband ist mit dem Croix de guerre 1914–1918  mit zwei Palmenzweigen für zweimalige lobende Erwähnung im Armeebefehl dekoriert.
Die Angehörigen des Regiments haben (auch bei einer eventuellen Wiederaufstellung) das Recht, die Fourragère in den Farben des Croix de guerre 1914–1918 zu tragen.